# Ephyrina bifida
Ephyrina bifida is een garnalensoort uit de familie van de Acanthephyridae. De wetenschappelijke naam van de soort is voor het eerst geldig gepubliceerd in 1923 door Stephensen.